# Хаусер, Степан
Степан Хаусер (хорв. Stjepan Hauser; род. 15 июня 1986, Пула, Истрийская жупания) — хорватский виолончелист; вместе с музыкантом Лукой Шуличем составляют виолончельный дуэт «2CELLOS».

## Биография
Родился 15 июня 1986 года в городе Пула, в Хорватии, в семье музыкантов (мать играет на перкуссии) и первые музыкальные навыки получил в раннем детстве. Его сестра работает журналисткой в Пуле.
Среднее образование получил в городе Риека и далее обучался в Тринити-колледже в Дублине. После этого поступил в Королевский Северный музыкальный колледж в Манчестере, а позднее занимался в США под руководством виолончелиста Бернарда Гринхауза.

## Музыкальная карьера
Дебютировал в Лондоне, выступив в Wigmore Hall, Royal Albert Hall, Southbank Centre и амстердамском Консертгебау. Дважды выступал для принца Уэльского Чарльза в Букингемском дворце и Сент-Джеймсе.
Брал мастер-классы у известных виолончелистов: Мстислава Ростроповича (в ряде источников утверждается, что Степан Хаусер был последним из молодых виолончелистов, кого прослушивал и консультировал маэстро), Бернарда Гринхауза, Генриха Шиффа, Франса Хельмерсона, Арто Нораса, Ральфа Киршбаума, Вальтера Дешпаля, Филиппе Мюллера и других. Немного занимался с Александром Ивашкиным, а позднее окончил аспирантуру под руководством его супруги — виолончелистки Наталии Павлуцкой.
В январе 2011 года вместе с виолончелистом Лукой Шуличем исполнили кавер-версию хита Майкла Джексона «Smooth Criminal» в переложении для двух виолончелей. Выложенное на YouTube видео уже через несколько дней стало мировой сенсацией.

## Личная жизнь
С 2015 года находился в отношениях с хорватской поп-певицей Еленой Розгой. В начале 2016 года состоялось их обручение, но в сентябре 2017 года пара рассталась.
Некоторое время поддерживал отношения с пианисткой Лолой Астановой, но в январе 2018 года сообщил, что не имеет пары.

## Награды
Был удостоен первой премии на двадцати одном национальном и международном соревнованиях.
- Лауреат PLG Young Artists Auditions 2009,
- Лауреат J & A Beare Solo Bach Competition 2009,
- Лауреат NYOS Staffa Award 2009,
- Лауреат Philharmonia Orchestra — Martin Musical Scholarship Fund (2009 и 2008),
- Лауреат Eastbourne Symphony Orchestra Young Soloist Competition (2009 и 2007),
- Лауреат Tunbridge Wells International Young Concert Artists Competition (2008 и 2006),
- Лауреат Computers in Personnel International Concerto Competition 2008,
- Лауреат Frankopan Fund Award 2006,
- Лауреат MBF Music Education Award (2006 и 2005)
- Победитель и призёр Adam International Cello Festival and Competition (2009, Новая Зеландия)
- Призёр VTB Capital Prize for Young Cellists 2009